# Effet Trommsdorff
L'effet Trommsdorff, appelé également effet de gel ou effet d'autoaccélération, s'observe en polymérisation radicalaire. Il peut avoir des effets bénéfiques pour la réaction mais aussi être à l'origine d'un risque d'explosion du réacteur où a lieu la polymérisation.

## Observations expérimentales
Cet effet est courant lorsque la polymérisation radicalaire se fait en masse, c'est-à-dire dans un milieu réactionnel sans solvant ou très concentré, avec un polymère soluble dans son monomère. On se rend compte que la conversion du monomère augmente de façon très importante à partir d'un certain moment. La cinétique du premier ordre n'est dès lors plus valable. On constate expérimentalement que cette « autoaccélération » n'est pas liée à l'amorceur, il reste donc soit une accélération de la propagation soit une diminution de la terminaison comme cause possible. La température du milieu réactionnel augmente elle aussi.

## Interprétation de Trommsdorff
Cet effet a beaucoup été étudié, particulièrement dans le cas de la polymérisation du méthacrylate de méthyle. Selon Trommsdorff l'effet est dû a une diminution de la terminaison. Au fur et à mesure que le monomère est converti en chaînes polymère, le milieu devient de plus en plus visqueux.
On constate que d'habitude : {\displaystyle \scriptscriptstyle v_{p}=k_{p}{[RM_{n}^{\bullet }]}[M]} et que {\displaystyle \scriptscriptstyle v_{t}=2k_{t}[RM_{n}^{\bullet }]^{2}}.
Dans un milieu devenu plus visqueux, les radicaux polymères {\displaystyle \scriptscriptstyle RM_{n}^{\bullet }} (de grande taille) diffusent moins bien que les radicaux monomères (de petite taille), ce qui défavorise la terminaison par rapport à la propagation, la première faisant intervenir la concentration en radicaux plus que la deuxième. La rencontre entre deux radicaux polymères est plus difficile. Les radicaux habituellement détruits par la terminaison le sont moins et leur concentration augmente : c'est la fin de l'AEQS. La propagation étant favorisée, la réaction globale s'accélère.
En général la polymérisation est exothermique et comme elle se fait plus rapidement, la chaleur produite l'est plus rapidement aussi et le milieu peut s'échauffer. L'effet Trommsdorff n'est cependant pas un effet d'accélération thermique.

## Conséquences
Cet effet d'autoaccélération peut être utile car il diminue le temps de polymérisation, la consommation en monomère est plus grande et les masses molaires augmentent également. Cependant il arrive que la réaction s'emballe lorsque cet effet est couplé à un effet thermique. On peut avoir explosion du milieu réactionnel dans le pire des cas. Pour prévenir ceci, il faut mettre en place un refroidissement pour empêcher les échauffements locaux et ne pas utiliser des concentrations trop importantes. Une autre conséquence nuisible est la polymérisation de monomère dans son flacon, qui pourrait alors exploser à cause de l'effet d'autoaccélération s'il est très rempli. On peut utiliser des stabilisateurs pour empêcher ce phénomène.